# Nanna (germánská mytologie)

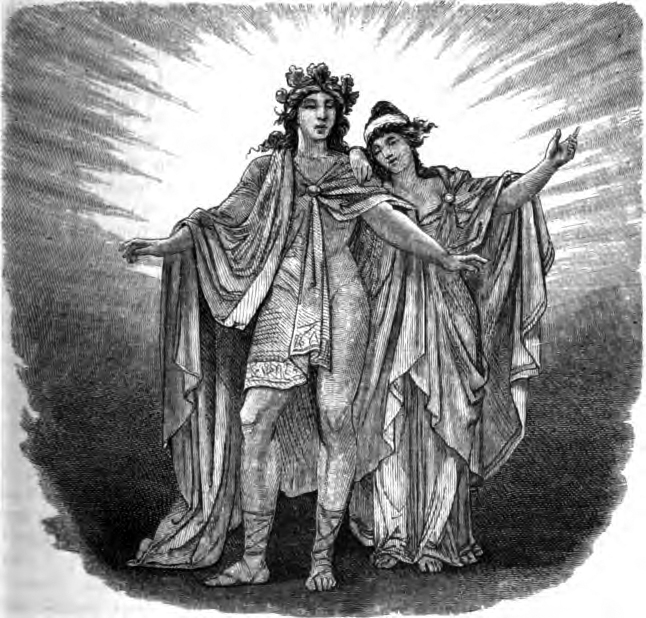
Baldr a Nanna (1882) od Friedricha Wilhelma Heineho

Nanna („Matka“) je germánská bohyně květů (Blütenkönigin). Žena boha Baldra, matka Forsetiho, milovala šperky. Nanna patří k rodu Ásů. Při pohřbu svého muže Nanna smutkem zemře. Poté byla uložena vedle svého manžela na pohřební hranici na lodi zvané Hringhorni (největší ze všech). Z Helheimu poslala po Hermódovi zpět do Ásgardu plátno bohyni Frigg a zlatý prsten její důvěrnici Fulle.